# Creepypasta
Los creepypastas son historias cortas de terror recogidas y compartidas a través de Internet, como en foros, blogs o videos de YouTube, con la intención de asustar o inquietar al lector, en las que el autor busca mantener la verosimilitud de su relato, aunque aún con elementos ficticios. Son parecidas a las leyendas urbanas, aunque no siempre tienden a tomar la forma de texto escrito o narración, algunos creepypastas vienen en forma de imágenes, videos o videojuegos, supuestamente encantados. El término fue acuñado en 4chan alrededor del 2006.  Los creepypasta podrían considerarse literatura de temática aterradora escrita por aficionados (fandom/escritores/admiradores).
Se presentan en una variedad de estilos, de los que algunos son particularmente comunes. Las «imágenes encantadas» son historias que incluyen una imagen que se supone perseguirá y atormentará al lector. El lector a veces queda perturbado por los llamados «episodios perdidos», historias sobre episodios descartados de series de televisión, generalmente de caricaturas. Los episodios perdidos pretenden poner nervioso al lector desviando la conducta inusual de los personajes, centrándose en la muerte e incluyendo imágenes hiperrealistas de los personajes de la serie. Las «invocaciones» son creepypastas sobre procedimientos para manifestar entidades o experiencias paranormales.

## Definición
Creepypasta es un acrónimo de las palabras creepy (aterrador en inglés) y copypasta. El nombre proviene de la jerga de Internet «copypaste», se refiere al texto que ha sido copiado y pegado por los usuarios en los foros de discusión en múltiples ocasiones.  El término fue acuñado en 4chan alrededor del 2006.

## Orígenes
Los orígenes exactos del creepypasta son desconocidos. Las primeras creepypastas generalmente se escribían de forma anónima y se publicaban rutinariamente, lo que dificultaba el estudio de la historia del género y el determinar si la publicación es real o ficticia. Jessica Roy, escribiendo para Time, argumentó que los creepypastas surgieron en la década de 1990 cuando los correos electrónicos en cadena se volvían a publicar en foros de Internet. Muchos de los primeros creepypastas consistieron en rituales, anécdotas personales y leyendas urbanas como Polybius y Bunny Man. Darcie Nadel, escribiendo para TurboNews, argumentó que estas primeras creepypastas tenían que ser algo creíbles y realistas para volver a publicarse.
La investigadora Sandra Sánchez define creepypasta como:

"[...] relatos, en general breves, autorreferenciales cuyo ámbito de circulación es la web; están escritos, a menudo, en primera persona y se centran en experiencias personales directas de un evento misterioso o terrorífico. Presentan rasgos en común con las leyendas urbanas, los mitos, las leyendas sobre seres y fuerzas sobrenaturales de tradición oral, los cuentos tradicionales infantiles y la Deep Web, con los que coexisten. Su tópico recurrente son los miedos universales atávicos."

Los principales sitios web dedicados de creepypasta comenzaron a surgir a fines de la década de 2000 y principios de 2010: Creepypasta.com se creó en 2008, Creepypasta.org en 2009, mientras que Creepypasta Wiki y r/NoSleep (un foro de Reddit) se crearon en 2010. Los sitios web crearon un archivo permanente de creepypasta, que impactó profundamente el género. La definición de creepypasta se ha ampliado con el tiempo para incluir la mayoría de las historias de terror escritas y publicadas en Internet.

## Características
Al principio estas historias eran completamente anónimas. Con el tiempo, la autoría se ha vuelto cada vez más importante. Muchos de estos autores intentan notificar a través de su creepypasta. La copia y pegado de creepypastas se ha vuelto menos común con el tiempo; hacerlo es visto como un robo intelectual por muchos miembros de la comunidad creepypasta.
Muchos autores comenzaron a usar personajes creepypasta en sus propias historias, lo que resultó en el desarrollo de continuidades que abarcan numerosas obras. Los fenómenos paranormales narrados están asociados en general al misticismo tradicional, lo que permite una narración sea casi realista. Se suele emplear un estilo splatterpunk, apelando a personajes como asesinos, o al terror psicológico en lugar del terror fantástico. Los creepypastas no suelen recurrir a monstruos "tradicionales", como fantasmas, vampiros, hombres-lobo o zombis, sino a criaturas más o menos malignas similares al estilo literario de autores como Lovecraft.
Según Sandra Sánchez, el propósito de estas historias es:

"[...] son producidas para mutar constantemente, de una lengua, ámbito de circulación o soporte a otros son versiones o adaptaciones sin fin de un mismo motivo. En algún sentido son una actualización de las historias populares en tradicional como las narraciones de campamento, razón por la cual los creepypastas, happypastas, trollpasta, tweetcuentos y sus respectivos cortos audiovisuales no constituyen nuevos géneros discursivos, sino qué son modificaciones estilísticas."

La incorporación de imágenes fue más adelante añadida como una forma de aumentar el miedo del lector.

## Géneros y estilos
Los creepypastas se presentan en una variedad de estilos, de los cuales algunos son particularmente comunes:
- Leyendas urbanas: El narrador cuenta una leyenda aterradora, una historia tensa, un extraño evento de su pasado o varios temas. Las historias se pueden narrar en primera o tercera persona dependiendo del suceso en cuestión;
- Diarios: La historia se cuenta como si estuviera escrita en un diario o informe, en orden cronológico o no;
- Rituales e invocaciones: una lista de instrucciones para el lector para algún tipo de invocación, como ir a algún lugar, en el momento adecuado y seguir una serie de acciones inusuales o misteriosas, de lo contrario, puede suceder algo terrible;
- Imágenes encantadas: son historias que incluyen una imagen tétrica que se supone que perseguirá y atormentará al lector;
- Episodios perdidos: El narrador cuenta la historia de un episodio sin precedentes de un programa de televisión en particular, generalmente humorístico o infantil, pero no emitido por una variedad de razones terribles, como actores que actúan de manera extraña, sangre o violencia realistas, audio o video, corruptos o distorsionados, muertes impactantes, etc.
- Videos ocultos: El término es el mismo que "episodios perdidos", pero en videos de aficionados o patrocinados de Internet, particularmente de YouTube.
- Juegos malditos: Historias basadas en algún juego famoso que ha sido modificado o comprado en tiendas alternativas, como en mercadillos o sitios web extraños, que contienen elementos misteriosos e impactantes que no deberían existir en el juego, como sangre y violencia extrema, o incluso el juego está poseído por alguna fuerza maligna que transforma la vida del jugador.

### Slender Man

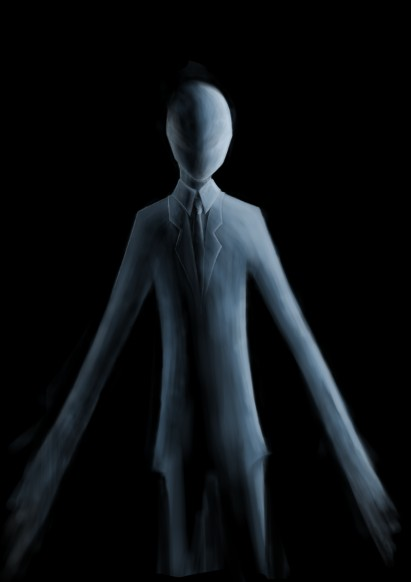
Slender Man

Slender Man, cuyo nombre se traduce al español como el "Hombre Delgado", es una entidad sobrenatural que generalmente se describe como un hombre alto y sin rostro en un traje negro, con extremidades desproporcionalmente largas y tentáculos que le salen de la espada. Es generalmente considerado el creepypasta más famoso, recibiendo adaptaciones en forma de videojuegos, series de YouTube y películas. Surgió en una competencia de imágenes editadas en photoshop organizada por el foro «Something Awful» en 2009, viralizandose al poco tiempo.
El fenómeno de Slender Man ganó la atención de los medios de comunicación a principio de la década del 2010 debido a su creciente popularidad e incidentes reales inspirados por su historia.

### Jeff the Killer

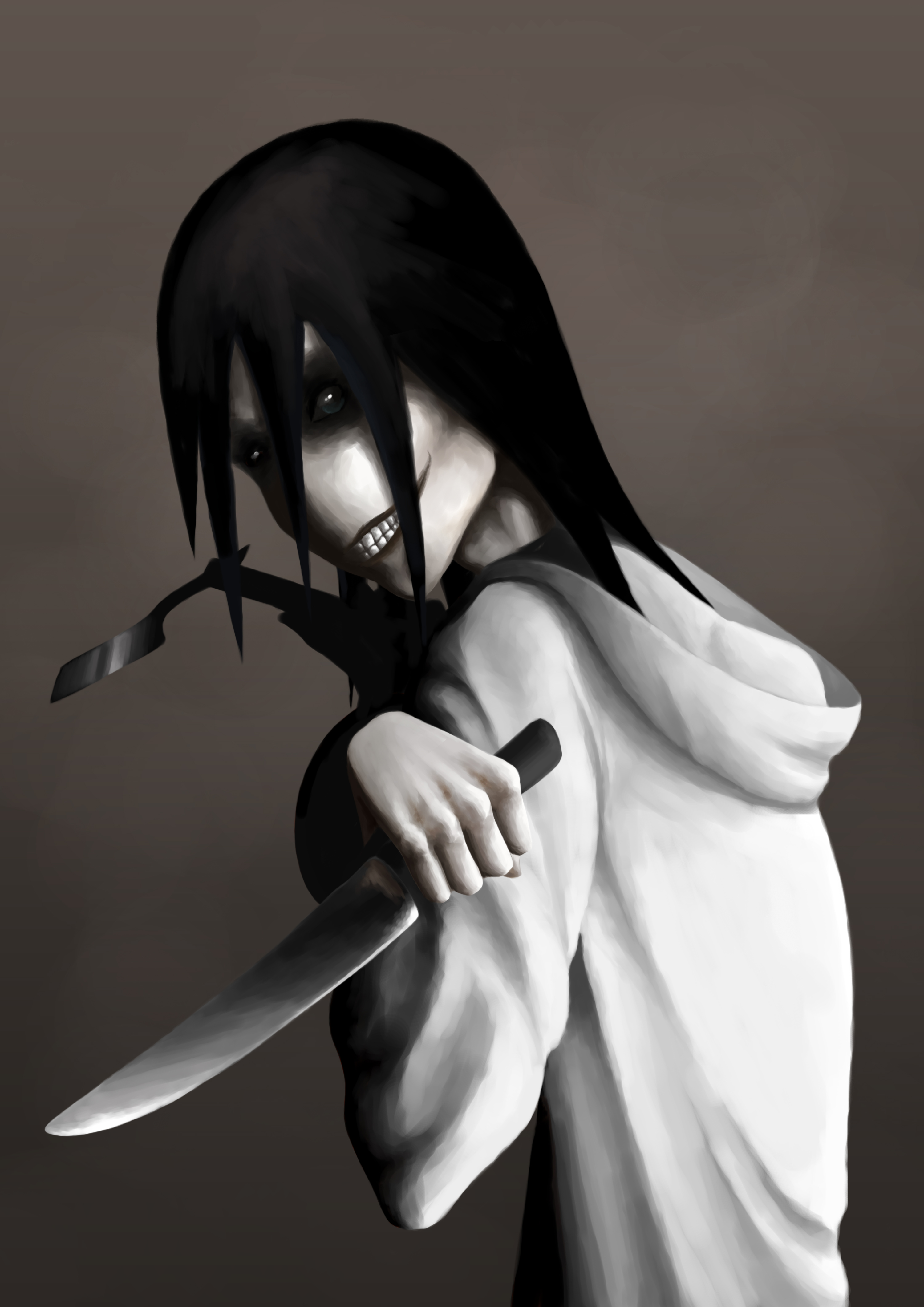
Jeff the Killer

En la versión más famosa de esta creepypasta, escrita en 2011, Jeffrey Alan Woods es un muchacho de 15 años que es atacado por un grupo de matones, quienes le prenden fuego, desfigurando su rostro. Tras el incidente, Jeff decide convertirse en un asesino en serie, cortándose una sonrisa en la cara y quemándose los parpados antes de asesinar a toda su familia. Posteriormente se convierte en una figura fantasmal que irrumpe en las casas de personas que viven solas y las asesina tras decir "Vete a dormir".
El personaje fue creado en el año 2008 por el usuario de DeviantArt "sesseur", cuyo verdadero nombre es Jeff Case. La creepypasta de 2011 no fue hecha por el propio Sesseur. En la historia original escrita por él para su cuenta de Newgrounds, Jeff es un joven de 23 años que "derramó accidentalmente un balde de ácido en su cara mientras intentaba limpiar su bañera". Además, su nombre verdadero nombre es Jeffrey C. Hodek, no Jeffrey Woods
La historia ganó mucha popularidad durante la primera mitad de la década de 2010, inspirando una incontable cantidad de historias derivadas y personajes basados en su estetica.
La imagen que inspiró la historia de Jeff fue publicada por primera vez a mediados de 2005 en el foro japonés Shitaraba (actualmente cerrado), y tenía un fin más bien humorístico.

### The Rake

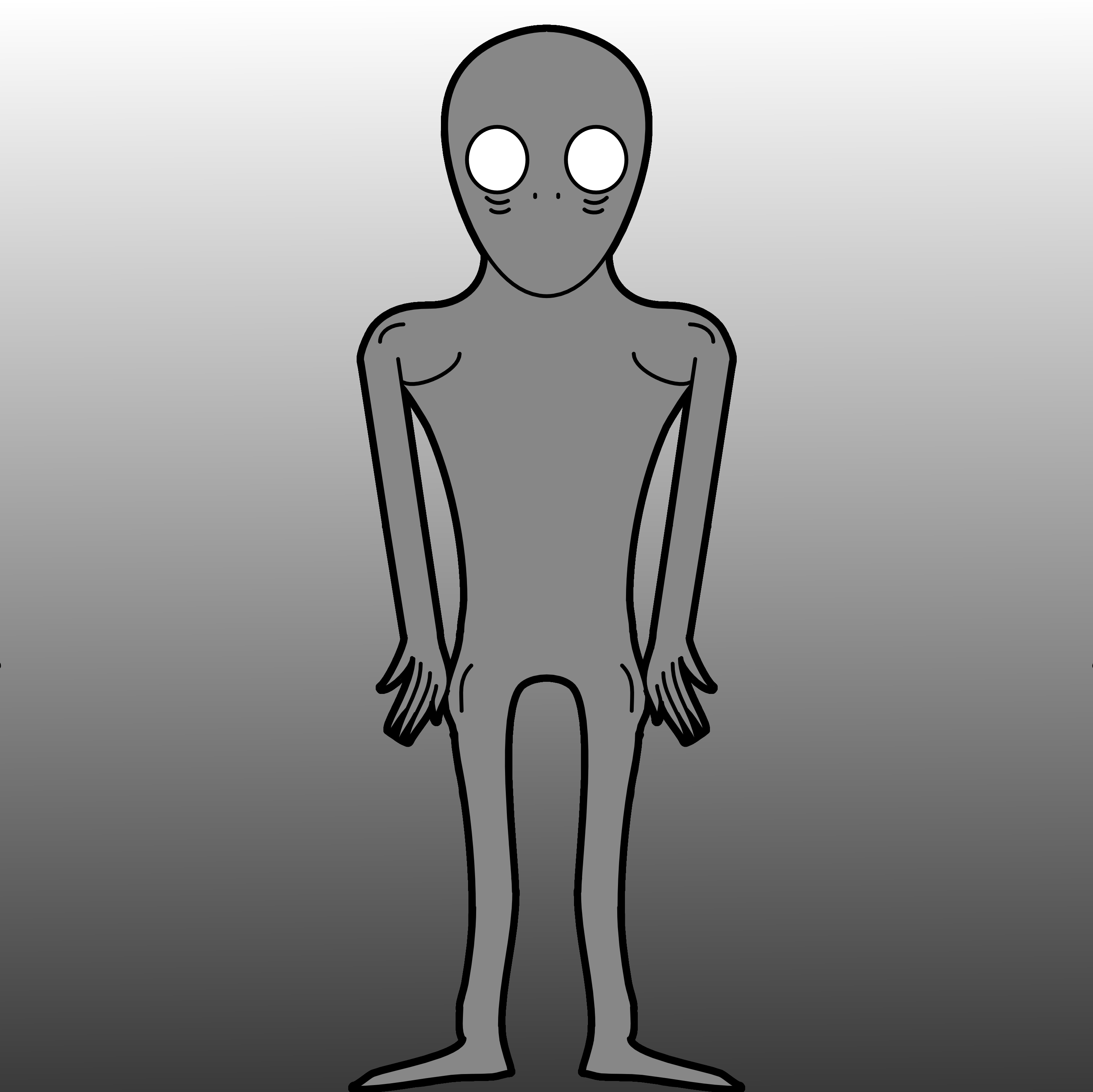
The Rake

The Rake (en castellano: «El Rastrillo») es uno de los creepypastas más antiguos de los que se tengan registros, originándose a mediados de 2005 en 4chan.
En su relato, se trata de una extraña criatura humanoide gris extremadamente delgada con largas garras afiladas (de ahí su apodo), quien atormenta a sus víctimas en sus sueños. Si su potencial víctima despierta durante uno de los sueños, se encontrará con él y se lo encontrará sentado en su cama. En su historia se nos insinúa que The Rake existe desde mediados de 1691, pero que aún así buscar información real de él es casi imposible por su naturaleza casi fantasmal.
El personaje está inspirado en varios críptidos estadounidenses como el Hombre Cabra, los Skin-Walker y el Demonio de Dover.

### Smile Dog

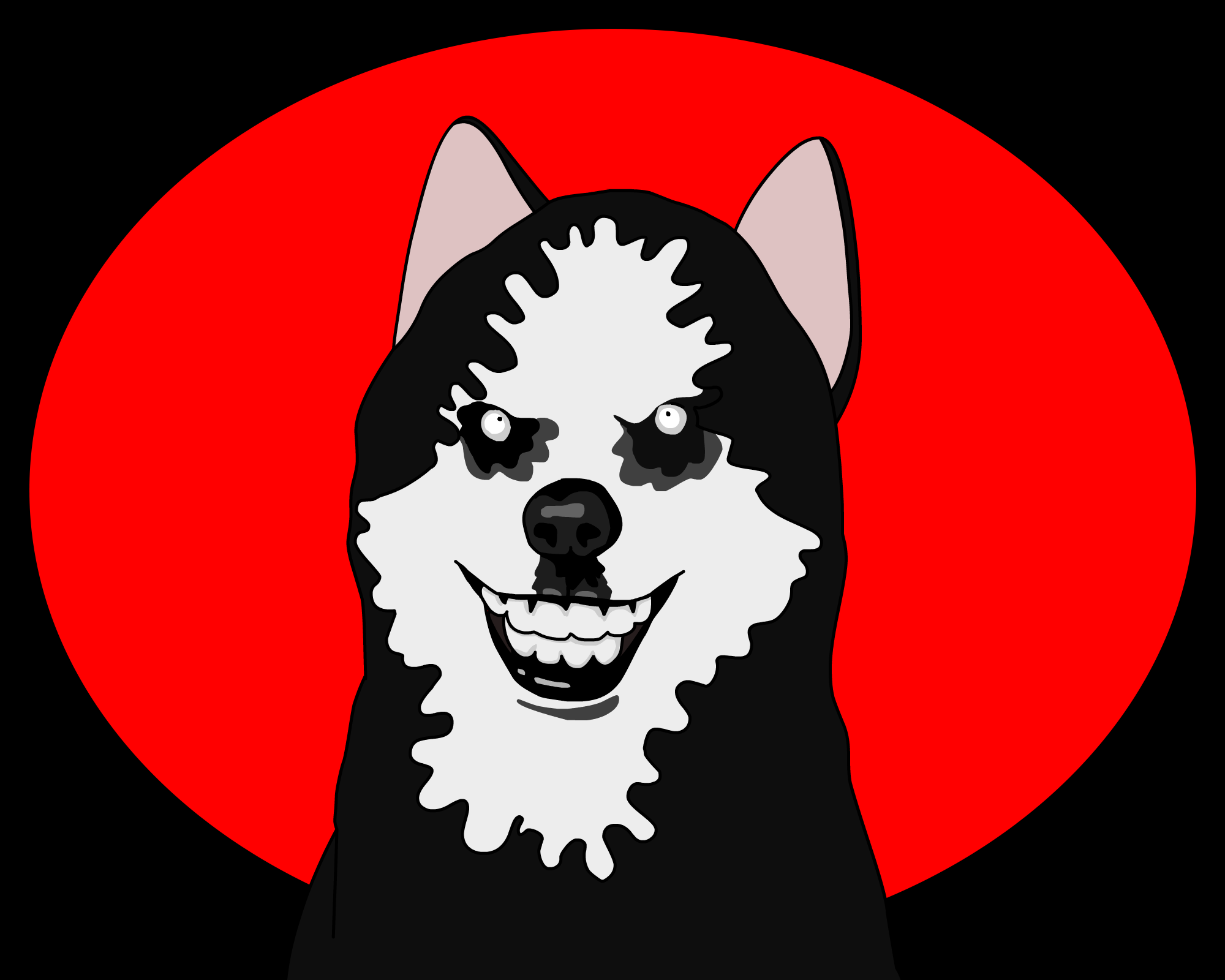
Smile Dog

La historia de Smile Dog fue publicada por primera vez en 4Chan en el año 2008. Fue creada por el escritor  Michael Lutz.  
El relato consiste en un escritor que visita la casa de una mujer llamada Mary E. para una entrevista, quien termina encerrándose en su habitación llorando y quejándose de unas pesadillas y visiones debido a una imagen con el nombre de Smile.jpg. Esa imagen no se encuentra en ninguna parte de Internet y todas las supuestas víctimas describen la foto como una criatura con forma de perro (específicamente un husky siberiano) en una habitación oscura luciendo una gran sonrisa amplia que revela dos hileras de dientes muy humanos. 
El escritor empezó a informar de dicha imagen, a lo que Mary le envía un mensaje de correo electrónico explicándole que obtuvo la imagen por correo en una disquetera hace años, y que soñaba con esa criatura que le decía que dejaría de atormentarla si la compartía y que pensaba dárselo pero se arrepintió. Días después, se entera del suicidio de Mary y recibe un correo electrónico con la imagen de Smile.jpg y acto seguido nos pide que la compartamos.

### The Backrooms
The Backrooms es una breve historia publicada originalmente en el foro /x/ de 4chan en 2019, al pie de la foto de un pasillo con alfombras y papel tapiz amarillos. La historia afirma que, al salir de la realidad, se puede entrar en un reino conocido como The Backrooms, un páramo vacío de pasillos y habitaciones con solo "el hedor a alfombra vieja y húmeda, la locura del monoamarillo, el interminable ruido de fondo de luces fluorescentes a máxima potencia y aproximadamente seiscientas millones de millas cuadradas de habitaciones vacías segmentadas aleatoriamente donde quedar atrapado"

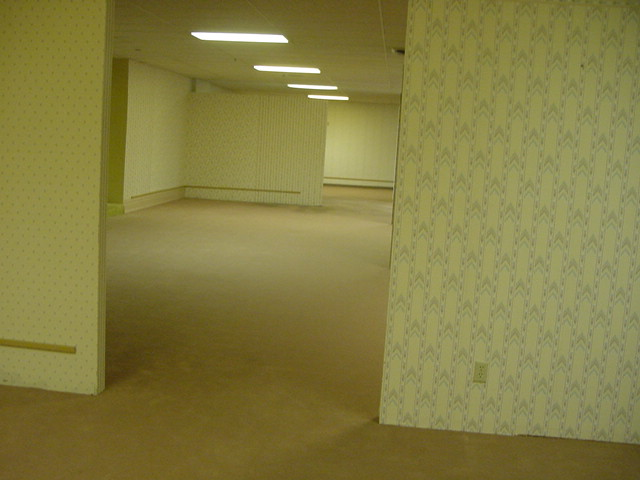
La imagen original publicada con la historia de The Backrooms.

La historia ganó gran fama a inicios de la década del 2020, generando historias derivadas, webseries, videojuegos y una película.

### Experimento ruso del sueño
"The Russian Sleep Experiment" es una historia publicada por un usuario desconocido en algún momento de 2008, que cuenta la historia de cinco sujetos de prueba en un experimento científico clasificado de la Unión Soviética expuestos a un gas inhibidor de sueño y se muestra su descenso a la locura.

### El suicidio de Calamardo
En el 2010, una creepypasta conocida como El suicidio de Calamardo alegaba la existencia de un episodio perdido de la serie de dibujos animados Bob Esponja en el cual el personaje Calamardo se suicidaba. El supuesto episodio además tenía «ruidos extraños y perturbadores de fondo» y «destellos rápidos de imágenes de niños muertos que traumatizan al espectador». Esta es una de las creepypastas del tipo "el episodio perdido de" más conocidas. La creepypasta se hizo tan popular que un escritor de la serie, Casey Alexander, tuvo que desmentir la verdad del supuesto episodio perdido, diciendo que era «100% mentira».

### Suicide Mouse
Suicide Mouse, también conocido como "suicidemouse.avi", es un creepypasta de un metraje animado de los años 30 del personaje de Disney, Mickey Mouse, caminando deprimido junto con varios edificios acompañados de música de piano tétrica. De repente se pone todo en negro por unos minutos hasta que vuelve a mostrar a Mickey. El sonido comienza a reproducirse en el fondo mientras Mickey pone una misteriosa sonrisa, y comienzan a escucharse murmullos y gritos a medida que el volumen y la intensidad del murmullo aumentan gradualmente mientras el fondo cambia de forma surrealista, retorciéndose en un paisaje de pesadilla, con los edificios casi destruidos. La expresión de Mickey comienza a retorcerse en un rostro horrible con una sonrisa maniática y con los ojos deformados, mientras los gritos alcanzan un tono doloroso. Luego, el carrete se corta al logotipo sonriente de Mickey que se muestra típicamente al principio de Disney y después muestra un texto en ruso que traducido diria "las vistas del infierno traerán a la audiencia de regreso". Se dice que esta supuesta cinta fue encontrada por un ejecutivo de Disney llamado Leonard Martin mientras buscaba los cortos para ponerlos en DVD. 
Pese al creepypasta, realmente existió una tira cómica del personaje en la que intenta suicidarse después de que su novia Minnie le haya sido infiel.

### Dead Bart
Dead Bart (en español: «Bart muerto») es supuestamente un episodio perdido de Los Simpson escrito por el mismo Matt Groening, con el número de producción del 7G06.
En él se presenta a la familia Simpson yendo juntos en avión, pero Bart termina rompiendo una ventanilla del avión, es succionado por ella y muere. Tras una visión aparentemente muy realista de su cadáver, el segundo acto del programa presenta una visión surrealista del dolor de la familia Simpson. El tercer acto comienza con una tarjeta de título que dice que ha pasado un año. Homer, Marge y Lisa están esqueléticamente delgados. No hay señales de Maggie o las mascotas. Deciden visitar la tumba de Bart. Springfield está completamente desierta, y mientras caminan hacia el cementerio las casas se vuelven cada vez más decrépitas. Todas parecen estar abandonadas. Cuando llegan a la tumba, el cuerpo de Bart yace frente a su lápida, al igual que al final del primer acto. La familia comienza a llorar de nuevo. Finalmente se detienen y solo miran el cuerpo de Bart.
Según el resumen del episodio, entonces Homer dice: "Ojalá hubiésemos corrido la misma suerte". La cámara hace una panorámica mostrando tumbas en el fondo con los nombres de estrellas invitadas que han aparecido en la serie, como Michael Jackson y George Harrison, cuyas muertes ocurrieron en esas fechas.
La imagen final era la de la familia Simpson en su sillón, pero todos dibujados de forma realista, similar al cadáver de Bart.

### Username 666
La leyenda urbana del "Usuario 666" se originó con un artista experimental japonés llamado Piropito, conocido en YouTube como nana825763. Una de sus obras es un video en el que se intenta entrar en la página de un usuario llamado 666; la página no aparece cuando se le busca, pero si se la vuelve a cargar varias veces finalmente aparece y en ella hay videos sangrientos, terroríficos e infernales con sonidos estridentes.

### Polybius
Polybius es un videojuego ficticio de arcade de 1981, que forma parte de una famosa leyenda urbana. Según esta leyenda, el videojuego producía efectos devastadores a sus jugadores; por ejemplo, locura, estrés, horribles pesadillas e incluso tendencia al suicidio. También se suele mencionar a modo de teoría de conspiración, que afirma que poco tiempo después de su lanzamiento, el juego habría desaparecido sin dejar rastro alguno.

### Petscop
Petscop es una serie web lanzada en YouTube que pretende ser un «Let's Play» de un videojuego de PlayStation de 1997 «perdido y sin terminar» que lleva el mismo nombre. En el juego, el personaje del jugador debe capturar extrañas criaturas conocidas como «pets» (mascotas) mediante la resolución de rompecabezas. Sin embargo, después de que el narrador de la serie ingresa un código en una nota adjunta a la copia del juego que recibió, puede ingresar a una sección extraña, oscura y oculta del juego: el Plano de Newmaker, y las profundidades debajo de él. Aunque los rompecabezas continúan, el tono del juego cambia dramáticamente, y aparecen numerosas referencias al abuso infantil; Newmaker  parece referirse al asesinato de Candace Newmaker durante una terapia de renacer, según Game Theory.
La serie se estrenó el 12 de marzo de 2017. No se sabe si consiste en animación o video de un juego jugable, o por qué se creó la serie. Patricia Hernández de Kotaku escribió: «Si esta es una historia/juego en Internet, entonces estoy asombrada de lo elaborada que es». Para Alex Barron de The New Yorker, era «El rey de la creepypasta».

### Música del Pueblo Lavanda
La música de fondo del Pueblo Lavanda ha generado mucho interés debido a su sonido horripilante. Listándola como la segunda pista de videojuegos más tenebrosa en 2012, Brittany Vincent de Bloody Disgusting declaró que la melodía "engañosamente calmada... tiene un puesto alto en las memorias terroríficas de la mayoría de gamers". La música del Pueblo Lavanda, compuesta por Junichi Masuda, combina sonidos chiptune agudos con "un desfile de acordes desafinados" para crear una atmósfera misteriosa. Jay Hathaway de Gawker declaró que poniendo la música en bucle puede causar un "sentido impreciso de pavor".

### Ben Drowned

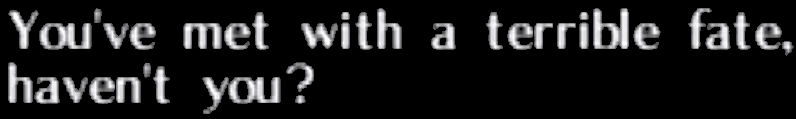
"Te has encontrado con un destino terrible, ¿no?". Una de las frases del juego que ganó mucha popularidad gracias al creppypasta Ben Drowned.

Creado por el usuario de Internet Alex Hall (también conocido como "Jadusable"), Ben Drowned (en español: «Ben Ahogado») cuenta la historia de un estudiante universitario llamado Matt que compra una copia usada del videojuego The Legend of Zelda: Majora's Mask a un anciano en una venta de garaje. Matt descubre que el cartucho está poseído por el fantasma de un niño llamado Ben, que murió ahogado debido a que unos abusones le amordazaran y le tirasen a un río. Después de eliminar el archivo guardado de Ben, Matt se encuentra con problemas técnicos perturbadores y mensajes aterradores como "No deberías haber hecho eso..." y "Te has encontrado con un destino terrible, ¿no?".

Si bien la narrativa básica de Ben Drowned no es original, juega con la estructura temática y los tropos de numerosas historias de fantasmas anteriores, la presentación y el contexto son completamente únicos, lo que potencialmente abre el género de las historias de fantasmas en la literatura infantil a nuevos e innovadoras avenidas narrativas. [...] Ben Drowned transforma el mundo de hadas de Zelda y la infancia en lugares de locura y maldad, donde el acto de "jugar" puede corromper y contaminar para siempre el mundo interior del niño, oscureciendo su identidad y distorsionando su sentido de moralidad, pero esto no se hace sin causa. Creepypastas como Ben Drowned insinúan que el mundo virtual de los videojuegos e Internet son lugares peligrosos donde los niños y los adultos jóvenes deben andar con cuidado [...]

### Sonic.exe
Sonic.exe es otro ejemplo de un videojuego influenciado por una creepypasta, basado en un lado malvado de la clásica serie de juegos Sonic the Hedgehog. La historia trata acerca de un chico llamado Tom que recibe un videojuego etiquetado como «Sonic.exe» junto a una nota de su amigo que dice que destruya el disco antes de que sea demasiado tarde. Desafortunadamente, Tom coloca el disco en su computadora y comienzan entonces a ocurrir varios episodios paranormales a lo largo del juego, como la pantalla que muestra «Sega 1991» se convierta en «Sega 666», personajes muertos recostados en la hierba en el nivel de la colina, y el personaje principal, Sonic, con ojos de esclerótica negra, pupilas rojas y llorando sangre aparecer repentinamente y matando al personaje con el que el chico estaba a jugando, quien en este caso era Tails y una pantalla preguntando «¿Estás listo para la segunda ronda Tom?» antes de la pantalla de game over, y por último al finalizar el juego, Tom decía escuchar a alguien susurrando «Mantenlo interesante para mí, Tom» y ver un peluche de él mismo Sonic que vio en el juego a sus espaldas.
Otra historia aunque trata de lo mismo es sobre un chico que consigue una versión mal lograda del juego Sonic CD desde su computadora. Extrañamente, empieza como el juego Sonic the Hedgehog de 1991 en vez del CD. Cada vez que el muchacho seguía con el juego la cosas se tornaban más oscuras y aterradoras al punto de que Sonic, con aspecto sanguinolento y ruin acaba con su vida.
En 2013, un hacker llamado Cinossu publicó una ROM de Sonic the Hedgehog para Mega Drive, modificada para imitar el videojuego terrorífico descrito en esta historia.

### Tails Doll
Tails Doll es un personaje secreto del videojuego Sonic R. Es la copia robótica de Miles «Tails» Prower y tiene un aspecto tenebroso por las costuras y por su mirada perdida al horizonte. Una de las leyendas sobre este personaje dice que un niño tuvo epilepsia tras desbloquearlo y cuando su madre fue a verlo lo encontró con espuma en la boca, pupilas dilatadas y el televisor estaba prendido con la canción Can you feel the sunshine, esto fue compartido en un foro de Internet por el amigo del fallecido llamado Iron7Humb.
Hay quienes dicen que Shigeru Miyamoto creó un sello para bloquear la maldición pero que ese sello tiene una debilidad para romperlo: esa debilidad es jugar el modo Tag 4 characters con Tails Doll y capturar a todos los personajes hasta capturar a Super Sonic. Luego de eso, Tails Doll se robará el alma de la víctima.

### Herobrine
Herobrine es una leyenda muy famosa del videojuego Minecraft originada en el año 2010 cuando un jugador tomó una captura de pantalla del juego en el momento que vio a un personaje con ojos blancos sin pupilas. Según el texto original de un foro sobre el juego, Herobrine es un usuario que se les aparece a los jugadores y cuando uno quiere acercarse a él desaparece rápidamente. Varios fanes han creado teorías de que Herobrine es el hermano fallecido de Notch, el creador del juego, y que de alguna manera se adentró en el mundo de Minecraft. No obstante, Notch ha desmentido esto en Twitter diciendo que no tiene hermanos.
La leyenda ha ganado popularidad entre los fanáticos de Minecraft y por motivo de ello han creado varias páginas de Facebook y varias entradas de fan art en DeviantArt bajo la etiqueta #herobrine.

### Ayuwoki
El Ayuwoki es una creepypasta de origen español que cobró relevancia a principios de 2019 a causa de un video de YouTube subido originalmente en 2009 mostrando un robot animatrónico con una máscara distorsionada similar al rostro del fallecido cantante Michael Jackson. El Ayuwoki obtiene su nombre de una deformación intencional en español de la letra "Annie are you Okay?" de la canción "Smooth Criminal" de Jackson. A partir del meme inicial surgieron varios retos y leyendas urbanas, lo que provocó que las autoridades calmasen los miedos de la población respecto de la influencia del meme.

### Siren Head
La creepypasta Siren Head es una figura con forma de humano que mide aproximadamente 12 metros de altura, se presenta como dos cabezas grandes de altavoces fue creado por el autor Trevor Henderson. Esta criatura también tiene la habilidad de ser ágil para desplazarse por la tierra. Se puede encontrar en bosques oscuros por el día y la noche. Siren Head ha aparecido por primera vez en internet en 2018, cuando Modus interactive creó un juego inspirado en la misma criatura, desde entonces se ha podido convertir en un fenómeno viral de la cultura popular de internet, generando una variedad de expresiones artísticas, videojuegos, incluyendo libros.
Según la historia del creepypasta su primer avistamiento documentado de Siren Head tuvo el lugar en 1966, cuando una familia que disfrutaba de sus vacaciones en el Desierto de Arizona logró capturar una imagen de la criatura en su cámara, así que se convirtió en un relato que se compartiría entre amigos y familiares. En algunas ocasiones la criatura se camufla como un dispositivo de alerta, imitando su apariencia y funcionamiento, dificultando su detección por parte de cualquier ser vivo que se aventure por esos bosques. Está en constante búsqueda de sonidos que marquen la llegada de una víctima.

## Creepypastas en los medios

### Libros
- En octubre de 2014, un libro acerca del fenómeno titulado Creepypasta: Spökhistorier från internet («Creepypasta: Historias de fantasmas desde Internet») se publicó en Suecia, y tuvo una leve cobertura de algunos medios del país.[56]
- La popularidad del Russian Sleep Experiment ha llevado a varias adaptaciones a lo largo de los años. En 2015 se publicó una novela inspirada en la historia original.[57]
- Algunas creepypastas han sido archivadas por el Centro de Folklore Estadounidense.[58]

### Películas y series

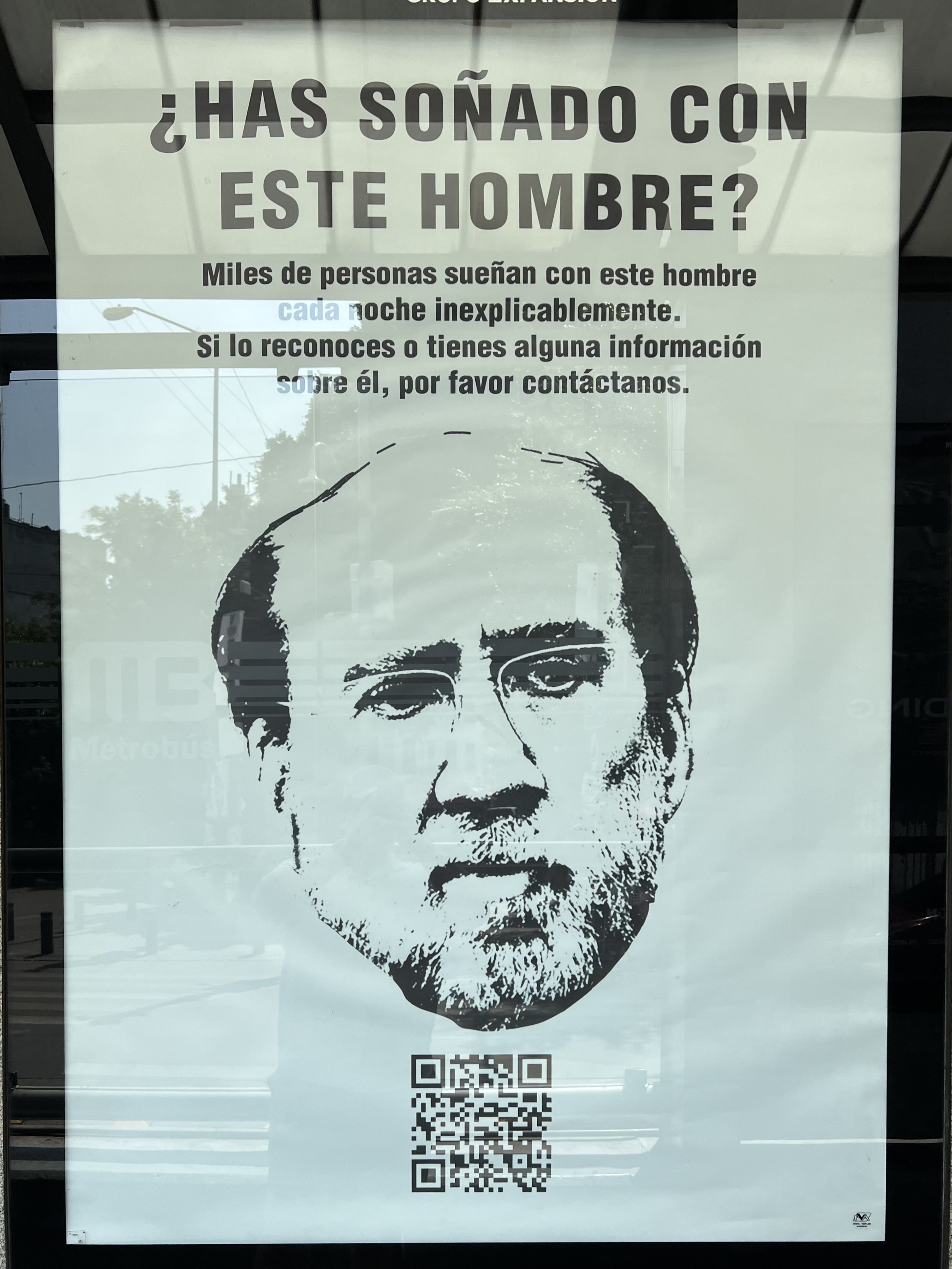
Publicidad española para la película Dream Scenario (2023), haciendo referencia a la creepypasta This Man.

- En 2015, se anunció que Clive Barker, en asociación con Machinima, Inc., estaba desarrollando una serie de acción real sobre creepypastas titulada Clive Barker's Creepy Pasta.[59] El proyecto nunca llegó a completarse.
- En mayo de 2015, Variety informó que Clive Barker estaba desarrollando una adaptación cinematográfica de Ben Drowned en asociación con Warner Brothers y Alex Hall, creador de la creepypasta, pero Hall luego confirmó que el proyecto ya no estaba en desarrollo.[59]
- Cada temporada de la serie de televisión estadounidense Channel Zero se basa en una creepypasta diferente.
- La película Slender Man, basada en el personaje de creepypasta homónimo, fue estrenada en el 2018, producida por Mythology Entertainment, Madhouse Entertainment y It Is No Dream Entertainment.

- La película The Rake, basada en el creepypasta homónimo, fue estrenada en 2018, producida por Red Band Films.
- Se han creado varias adaptaciones del Russian Sleep Experiment, incluida una película con Chris Kattan como protagonista y dirigida por Barry Andersson.[60] A principios de 2018, comenzó a producirse un thriller psicológico basado en el cuento, dirigido por John Farrelly.[61]
- En 2023, se anunció una nueva película de la productora A24 basada en The Backrooms.
- Críticos han señalado similitudes entre la trama de la película Dream Scenario de 2023 y la creepypasta This Man de 2008. En algunos países la película se publicitó utilizando referencias a la creepypasta, por lo que se ha sugerido una posible inspiración.[62][63] Sin embargo, esto no ha sido confirmado por ninguno de los involucrados en la cinta.
- La película japonesa de terror THIS MAN está inspirada en la creepypasta homónima de 2008. Se estrenó en 2024 y recibió criticas negativas.[64]

### Videojuegos
- Varios creepypastas fueron la inspiración de varios videojuegos y mods,[65] como Slender: The Eight Pages.
- En 2017 se lanzó un videojuego verdadero llamado Polybius para la consola PlayStation 4 y PlayStation VR.
- En 2019 se lanzó un videojuego de terror y supervivencia Escape the Ayuwoki basado en el creepypasta del mismo personaje.[66]

### Delitos
- El 31 de mayo de 2014, dos chicas de 12 años de edad apuñalaron a su amiga luego de descubrir la historia de Slender Man en Creepypasta Wiki. La finalidad del ataque habría sido intentar "invocar" al personaje.[67]
- En 2017, Donovan Nicholas, de 14 años, mató a la novia de su padre de un disparo tras apuñalarla 60 veces. Luego del asesinato, Nicholas se refirió a sí mismo como Jeff the Killer frente a las autoridades.[68][69]

- En algunos países se han reportado muertes relacionadas con "El juego de la Ballena azul",[70][71]el cual empezó como una historia ficticia creada en una la red social rusa VK.[72]